# NNNドキュメント
『NNNドキュメント』（エヌエヌエヌドキュメント）は、1970年から放送されているNNN系列のドキュメンタリー深夜番組である。放送時の番組タイトルでは「NNNドキュメント'○○」（○○は西暦の下2桁）と表記される。『Nドキュ』と呼ばれることもある。

## 概要
1970年1月4日に放送を開始。現在放送中の日本テレビの番組では『キユーピー3分クッキング（NTVバージョン）』（1963年1月放送開始）、『笑点』（1966年5月放送開始）に次いで歴代第3位の長寿番組である。当初は「番組リーダー」という進行役を置き、山口崇（1970年）、寺田農（1971年）、仲谷昇（1972年）がそれぞれ担当。中には番組リーダーが自ら取材するケースもあり、復帰直前の沖縄の様子は3人とも現地取材を行った。1973年に進行役は廃止している。
年々放送時間が後ろにずれていき、通常編成時には日曜23時台開始だったものが、1990年4月から月曜0時台（日曜24時台）開始となり、放送時間が繰り下がる傾向はあるものの、放送開始当初から日曜版の夜ニュース（きょうの出来事→NNNニュース→Going!Sports&News）の次の枠で放送されている。
本番組のネット局は当初読売テレビのみだったが、徐々にネット局が増え現在ではNNN加盟30局のうちテレビ宮崎を除く29局に加え、NNNに加盟していない沖縄テレビを含む全30局で放送されている。『ドキュメント'70』のように、番組開始当初はタイトルに「NNN」は入っていなかったが、1974年4月よりNNNネットワークの共同制作番組となったのを機にタイトルに「NNN」が入るようになった。ただし、沖縄テレビはNNN非加盟を考慮し「NNN」のクレジットは外されており、オープニングはNNN加盟局と同様だがタイトルに「NNN」が入らない形のものにしているほか、CM終了後の画面ではNNNクレジットが見えないように独自で隠している。スポンサーについては、各局個別である。
1974年4月より日本テレビだけでなくNNN系列各社が制作に参加するようになった。また、複数社による共同制作の形を取ることもある（例：2006年10月2日未明（10月1日深夜）に放送した「震度7を待つ」の静岡第一テレビ・日本テレビ・読売テレビ）。通常は30分番組であるが、おおよそ月に1回の割合で55分枠に拡大して放送している。
放送テーマは平和・福祉・環境・教育・雇用など。7月・8月には広島テレビ制作の原爆症問題など、太平洋戦争を扱った企画が放送される傾向にある。2011年3月の東日本大震災や福島第一原子力発電所事故以後、これらの話題を取り上げる場合は「3・11大震災シリーズ」のサブタイトルが基本的に付くようになった。ローカルなテーマでも全国ネットで放送されることもあり、競争率は高く、年間50本程度放送する枠に対し、数百本という企画がNNN各社から日本テレビに上がってくるため、別名「甲子園」とも呼ばれている。なお、内容の一部を再編集したものが夕方のニュース番組などでも特集されることがある。
ギャラクシー賞、文化庁芸術祭大賞、日本民間放送連盟賞最優秀賞、放送文化基金賞などを受賞している他、エミー賞国際賞を日本の番組で初受賞している（1975年6月29日放送、日本テレビ制作『明日をつかめ!貴くん〜4745日の記録』）。
ナレーションは基本的に声優やタレントが行っているが、制作局のアナウンサーや解説委員もナレーションを務めることがある（特に読売テレビ・札幌テレビ制作分にこの傾向があり、日本テレビや山口放送でも稀にある）。また取り上げた題材が個人に関わる場合、ごく稀に本人自身が担当する場合もある。
1990年3月以前は日曜23:55からの放送であったが、4月からは日曜日の内に放送開始とはならず、月曜0:00開始となった。前述の通り、バラエティ・スポーツニュース番組枠の増大などもあり、現在は月曜0:55（日曜深夜）からの放送となっている。ただし、「NNNとしての最終のニュース・スポーツの直後」という意味では変化していない。放送時間帯の件についてはNNNのキー局である、日本テレビ側でも2010年1月の定例記者会見（1月25日）の中で、番組40周年を取り上げた際に、放送曜日と時間帯の変更も示唆していたが、現時点で枠移動されることなく、従前通りの時間帯での放送を継続している。
西暦2000年代に入ると、タイトルに西暦が付く番組は上2ケタの省略を止めるケースが見られるが（例：フジテレビ『LIVE'9x→20xx ニュースJAPAN』）、当番組は上2ケタの省略を継続している（同様のテレビ番組にTBS『オールスター感謝祭』がある）。
番組のオープニングタイトルは、かつては毎年ごとに変更されていたが、西暦2000年代ごろからは数年ごとの変更となる。映像は「'84」まではフィルム撮影だったが、「'85」の水滴の映像からENG映像になった。2025年現在のオープニングタイトルは2020年から使用されている。
現行の1世代前、『NNNドキュメント'14』-『- '19』のオープニング曲は、クリス・デ・バー作曲の"スペースマン・ケイム・トラヴェリング"（1975年）を音楽グループ「ケルティック・ウーマン」がカバーしたものを使用していた（シリーズ「戦後70年」等、戦争について扱った企画、シリーズ「平成」を除く）。
在京キー局が制作し系列が制作に参加するドキュメンタリー番組では、唯一全国同時ネットで放送している。ただし、テレビ宮崎は不定期放送、沖縄テレビは遅れネットでそれぞれ放送している。

## オープニング映像
- 初代    不明
- 2代目 『陶器で作られた顔が画面に3回繰り返し近づきながら通過した後バックし、大きく開けた口の中から白文字で【ドキュメント】の文字が現れ、上下にゴムの様な線が後から変形し 上にNNN、下に西暦の略を表示し、タイトルロゴが完成。3秒後タイトルロゴは顔の口の中に入り、後から9つの連日報道されるニュースの写真を表示。暫く経つとニュースの写真は竜巻の様にムンクの中に吸い込まれる。』
- 3代目『上空の雲をバックに陶器で作られた顔が画面からズームアップする様にどアップになると画面は海岸映像に変わり、更にアップになると爆発現場の映像に変わる。2秒後4つの顔が画面の角から同時にどアップになり、4つのニュース映像を順次紹介。その途中で画面中央が大きく捲れて4つの顔、続いて爆発映像をバックにタイトルロゴを表示。タイトルロゴが消えると画像を巡りながら4つの顔が表示。』
- 4代目『廃墟をバックに画面中央から透明な「顔」がズームダウンする様に消えて更に廃墟を巡り、暫くすると瓦礫の場所で縄跳びを使って大波小並をする幼児の男女の所の女児をどアップ。女児が振り向くと同時に映像はスローモーションとカラーから白黒に変わり、顔面をどアップ。女児が涙を流すと同時に画面が曇り空の廃墟にフェードし、タイトルロゴを表示。画面が切り替わると、上に4つ、下に1つの「顔」が幼児に変わり、ズームダウン。瓦礫の映像に変わった後、一瞬で白い煙が吹き、又 瓦礫の映像になる。』
- 5代目『夕焼け空をバックに(あなたにとって時代とは・・・・)を表示し、手話の映像で表現。2番目に(幸福とは・・・・)と表示し、手話で表現。3番目に(理想とは・・・・)と表示し、手話で表現。画面が窓に切り替わりタイトルロゴを表示。暫くして中央に表示されているタイトルロゴのバックに曇った窓を手で拭くシーンが映し出され、画面は黒くなる。画面は世界地図に切り替わり、ワープロを打ち込むシーンとなる。』
- 6代目『黒山の人だかりの繁華街を歩く姿の映像を正面のみ出すが、4画面の映像に変わる。歩く方角は前向きでも4画面によって異なる。暫くすると再び1画面の正面を軽く姿に変わり、その後10画面、16画面の映像に変わる。その後、歩行シーンの画面が実写映像からCGに1画面ずつ変わり、全面CGに切り替わったところで、画面中央からタイトルロゴがズームアップしながら近づいてどアップ。タイトルロゴがどアップしながら通過した後、歩行映像はCGから再び実写映像に1画面ずつ切り替わる。』
- 7代目『正面に向かってハイハイする赤ちゃんの映像を出したまま周辺はCGとなり、CGに人間が画面下のキーボードを操作。画面はCGから画面映像に変わり、先程のハイハイ赤ちゃんをお母さんが抱っこしてあやすシーンののまま再び周辺はCGに変わり、CGの人間がキーボードを両手で操作。2秒後CG映像はコンピューター内部の半導体や複数のケーブルに変わり上昇、ケーブルから樹木の根っ子に変わり、そのまま大きな木に到達。タイトルロゴを表示。周辺は夕焼け映像に変わり、先程抱っこしてあやしていた母子が登場。一生懸命赤ちゃんをあやした。』
- 8代目『未明から夕暮れ迄の映像をバックに幼女の表情が笑顔から暗い顔に変わり、暫くすると幼女の所々にヒビが出て細かくなって崩壊、するとロボットの人間が登場し、正面からニョキニョキとタイトルロゴが現れる。ロボットは一瞬でワープロ画像に切り替わり、タイトルロゴが上に消えると同時にロボットはテクニック式に変わり、一瞬で幼女に戻る。』
- 9代目『(映像は8代目と同じ幼女の映像だが、8代目の映像を作り直したもの) 幼女の笑顔から暗い表情しながら姿を消し、タイトルロゴを出す。タイトルロゴが消えると姿を消した幼女が笑顔になり、バックの街並みが明るくなる。』
- 10代目『黒い画面の中央から団地のどアップ映像が現れ、ズームダウンと同時に画面下には民家、団地のマンションは小さくなり、画面下からは産業廃棄物置き場が映ると同時に、隣では一生懸命に弱った鳥の面倒を見る少女。画面は少女をメインに映し、産業廃棄物置き場で鳥の面倒を見ていた少女が鳥を空へ飛ばした後に 画面上からタイトルロゴを表示。画面は夕日の映像に変わる。』
- 11代目『発泡スチロールによる全面CGで模様を浮かせると同時にタイトルロゴが現れる。模様は日本列島になり、世界地図に変わる。』
- 12代目『滝の映像からフェードし、半見え状態で正面に早移動しながら繁華街のベビーカーやヤンキー2人組、女子高生達等と遭遇し、フェードしながら滝の映像に変わる。その後、フェードして映像は砂時計と当時は未だ珍しかったポーダブルテレビの映像に変わり、3秒後粉々になるように画面が砂時計の中の映像に変わり、粉の中からタイトルロゴが現れて完成。暫くすると、タイトルロゴ消滅と同時に画面が粉々になる様にフェードし、ポーダブルテレビの映像に変わる。ポーダブルテレビの画面は砂嵐の映像から幼児達がカメラ目線をするの映像に変わり、ドアップ映像になる。』
- 13代目『祖母と田んぼを散歩する幼児の映像から幼女の映像にフェード。画面は切り替わり、大波小並をする幼女達のメイン映像から街全体が映って、画面中央から起き上がる様にタイトルロゴが現れて表示。3秒後、街全体は山道にフェードと同時にタイトルロゴが消える。』
- 14代目『新宿の超高層ビルからズームダウンし、建設中の工事現場に到達。画面上から炎で画面がみるみる燃えて溶ける様に映像が切り替わり、幼児達の様々な表情をアングルしながら映し、正面から再び燃えて溶ける様な映像に変わるのと同時に、正面からタイトルロゴを表示。同時に嘗てOP映像で登場した「顔」が正面から現れ、夕焼け映像にフェードする。』
- 15代目『夜の惑星映像の画面右から地球が現れ、映像はごみ捨て広場にフェード。地球はごみ捨て場のバケツに吸い込まれ、暫く経つとバケツから幼児の映像が登場し、コウノトリの映像にフェード。再びごみ捨て広場の映像フェードし、広場全体を巡りながらタイトルルゴを表示。画面が消えると映像は夜のお台場に有る完成したばかりのレインボーブリッジが映る。』
- 16代目『船乗り場の正面から高層タワーマンション軍団が現れ、画面が切り替わると民家の屋根からも高層タワーマンションが現れる。画面が切り替わると幼児が真剣な顔で様子見。幼児の眼がどアップになった後、更に画面が切り替わり、新宿上空の映像から初詣の映像。歩行者だらけの映像にフェードしたところで、タイトルロゴを表示。画面は夕焼けの映像に切り替わると、川岸周辺の高層タワーマンションが一瞬で消える。』
- 17代目『歩行者達の歩くシーンから屋上のシーンにフェードしたと同時に正面から報道取材カメラのレンズが画面に登場しドアップ。カメラのレンズの中からは連日報道されているニュース映像やドキュメントで取り上げる内容を紹介し、一番最後の映像だけどアップにしてタイトルロゴを表示。タイトルロゴが消えると、画面は切り替わり、海水浴場に処分されたテレビ画面のニュース映像が流れる。海水浴場の海は大波でテレビを飲み込もうとする。』
- 18代目『広大な大自然を全力で走る幼児達の上空に黒い鳥の翼の影、画面が切り替わると1羽のタカが眼をドアップ。タカの眼が下を見た瞬間からフェードし🕯蝋燭の灯から回転する灯篭、更にフェードして国会議事堂の湖広場に浮かぶ複数の灯篭からタイトルロゴ『ドキュメント〇〇』が現れ、タイトルロゴの上に(NNN)を表示して【NNNドキュメント〇〇】が完成。画面が切り替わると上空映像に変わり冒頭と同じだが後ろからの映像になる。』
- 19代目『映像は道路と交通関連、人の流れが高速早送りの映像となり、画面下から航空機がドアップで上へ移動。画面が切り替わってタイトルロゴを表示。バックは東京都大田区の一日の流れが早送りの映像となる。』
- 20代目『雲の動きとお花畑を少女が右から左、中央から正面と走り去り(この間お花畑は暗い映像から明るい映像に塗り替えられ)、正面から右へ少女の表情、お花を楽しむ少女が正面を向いた後、少女の左目がドアップ。画面はその日の出来事や連日報道されてるニュース、ドキュメントのテーマを流し、タイトルロゴを表示。長目をした少女がアイコンタクトし、画面はお花畑の映像にフェード。少女は踊るシーンの後、シャボン玉を飛ばすシーンのちのドアップVer、そして笑顔のシーンとなる。』
- 21代目『人並みの映像から人形を持った女児が歩いて来て、画面がフェードすると画面右側の女児が新宿の高層ビルから空を見上げ、画面はフェードして青空の映像と同時にタイトルロゴを表示。画面はフラッシュしてその日のニュースやドキュメントの内容、連日報道されてるニュースを紹介。』
- 22代目『理化学の研究CGとリアルタイムの映像をバックに放送開始の西暦から2000年迄をカウントし、2000年に到達した瞬間に2000年を表す00を組み合わせてタイトルロゴを表示。2秒後00を正面にドアップ。その日のニュースやドキュメント内容、連日報道されているニュースを紹介。』
- 23代目『リアルタイムやコンピューターのデータ、3Dゲームや手のグーパー等が正面からバックしながら一瞬一瞬フェードして到達。正面かタイトルロゴを表示して3秒後に消え、再びCG映像となる。』
- 24代目『CGによる複数の円から菱形、変換して立体CGによる菱形、菱形から人間の横一列、そして画面CG映像からタイトルロゴに変換。その後CG映像をバックにドキュメントの内容を紹介。』
- 25代目『立体CGの中に上下左右前後とドキュメントに関連する絵が変化するブロックが交差しながら移動【アングルが左から右へ移動する際に若干並列で英文字による(NNN DOCUMENT)を見ることが出来る】。その後アングルは正面に移動と縦横の線を引きながらタイトルロゴを1文字ずつ表示。タイトルロゴは左に回転する様に消えて、その日のドキュメント内容を紹介。』
- 26代目『黒い画面中央の上下から扉を開けるようにタイトルロゴを全体映像になるようように表示、タイトルロゴは画面にドアップさせ、ドキュメントに関連するイラストを正面から前に向かって表示する。』
- 27代目『山の峠をバックに赤ちゃんの手のひらと同時にタイトルロゴを表示。タイトルロゴは左へゆっくり移動しながら手のひらは赤ちゃんから高齢者、外国人らと手のひらが重なり、花びらに変化。軈て手のひらは消えて、辺りの山の峠は緑色の山に変化する。』
- 28代目『複数の降り注ぐブロックの一部に【F】のブロックを映した後、横1列に並んだ【FACT】【LIFE】【FUTURE】のブロックを表示した後、降り注ぐブロックをバックにタイトルロゴを表示。5秒後にタイトルロゴが消えて、降り注ぐブロックのやや右上から赤いブロックがドミノ倒しする様に左へ通過をする。』
- 29代目『3つの砂時計とバックのやや半見えの砂時計をバックにタイトルロゴを表示。画面がフェードすると砂時計から降り注ぐ粉の映像に変わる。』

- 8月度【広島・長崎の原爆、太平洋戦争をバックにタイトルロゴを表示。】

## スタッフ
- チーフプロデューサー：原井聡明→谷原和憲→有田泰紀→納富隆治→小野高弘→渡瀬慶吾
- プロデューサー：桂知子、加藤就一、今村忠、矢岡亮一郎
- ディレクター：NNN各局、及川光昭
- 編集：佐藤幸一

## ネット局
| 放送対象地域   | 放送局                    | 系列                                         | 放送日時 | ネット状況 | 備考 |
| -------------- | ------------------------- | -------------------------------------------- | --- | ---------- | --- |
| 関東広域圏     | 日本テレビ（NTV）         | 日本テレビ系列                               | 月曜 0:55 - 1:25 （日曜深夜） または 月曜 0:55 - 1:50 （日曜深夜）                                                     | 同時ネット | NNN基幹局 NNN加盟局が無い沖縄県についても取材対象。                                                                   |
| 北海道         | 札幌テレビ（STV）         | 日本テレビ系列                               | 月曜 0:55 - 1:25 （日曜深夜） または 月曜 0:55 - 1:50 （日曜深夜）                                                     | 同時ネット | |
| 青森県         | 青森放送（RAB）           | 日本テレビ系列                               | 月曜 0:55 - 1:25 （日曜深夜） または 月曜 0:55 - 1:50 （日曜深夜）                                                     | 同時ネット | |
| 岩手県         | テレビ岩手（TVI）         | 日本テレビ系列                               | 月曜 0:55 - 1:25 （日曜深夜） または 月曜 0:55 - 1:50 （日曜深夜）                                                     | 同時ネット | |
| 宮城県         | ミヤギテレビ（MMT）       | 日本テレビ系列                               | 月曜 0:55 - 1:25 （日曜深夜） または 月曜 0:55 - 1:50 （日曜深夜）                                                     | 同時ネット | 1970年10月4日開始。                                                                                                   |
| 秋田県         | 秋田放送（ABS）           | 日本テレビ系列                               | 月曜 0:55 - 1:25 （日曜深夜） または 月曜 0:55 - 1:50 （日曜深夜）                                                     | 同時ネット | |
| 山形県         | 山形放送（YBC）           | 日本テレビ系列                               | 月曜 0:55 - 1:25 （日曜深夜） または 月曜 0:55 - 1:50 （日曜深夜）                                                     | 同時ネット | |
| 福島県         | 福島中央テレビ（FCT）     | 日本テレビ系列                               | 月曜 0:55 - 1:25 （日曜深夜） または 月曜 0:55 - 1:50 （日曜深夜）                                                     | 同時ネット | 1971年10月3日開始。                                                                                                   |
| 山梨県         | 山梨放送（YBS）           | 日本テレビ系列                               | 月曜 0:55 - 1:25 （日曜深夜） または 月曜 0:55 - 1:50 （日曜深夜）                                                     | 同時ネット | |
| 新潟県         | テレビ新潟（TeNY）        | 日本テレビ系列                               | 月曜 0:55 - 1:25 （日曜深夜） または 月曜 0:55 - 1:50 （日曜深夜）                                                     | 同時ネット | 1981年4月5日開始。 1981年3月29日まで新潟総合テレビで放送。                                                            |
| 長野県         | テレビ信州（TSB）         | 日本テレビ系列                               | 月曜 0:55 - 1:25 （日曜深夜） または 月曜 0:55 - 1:50 （日曜深夜）                                                     | 同時ネット | 1984年10月1日開始。 開始から1987年4月13日までは遅れネット。 1987年4月26日からは同時ネット。                           |
| 静岡県         | 静岡第一テレビ（SDT）     | 日本テレビ系列                               | 月曜 0:55 - 1:25 （日曜深夜） または 月曜 0:55 - 1:50 （日曜深夜）                                                     | 同時ネット | 1979年7月1日開始。 1978年7月2日から1979年6月24日まで 静岡けんみんテレビで放送。                                       |
| 富山県         | 北日本放送（KNB）         | 日本テレビ系列                               | 月曜 0:55 - 1:25 （日曜深夜） または 月曜 0:55 - 1:50 （日曜深夜）                                                     | 同時ネット | |
| 石川県         | テレビ金沢（KTK）         | 日本テレビ系列                               | 月曜 0:55 - 1:25 （日曜深夜） または 月曜 0:55 - 1:50 （日曜深夜）                                                     | 同時ネット | 1990年4月2日未明（4月1日深夜）開始。                                                                                  |
| 福井県         | 福井放送（FBC）           | 日本テレビ系列                               | 月曜 0:55 - 1:25 （日曜深夜） または 月曜 0:55 - 1:50 （日曜深夜）                                                     | 同時ネット | |
| 中京広域圏     | 中京テレビ（CTV）         | 日本テレビ系列                               | 月曜 0:55 - 1:25 （日曜深夜） または 月曜 0:55 - 1:50 （日曜深夜）                                                     | 同時ネット | 1973年4月1日開始。 1973年3月25日まで名古屋テレビで放送。                                                              |
| 近畿広域圏     | 読売テレビ（ytv）         | 日本テレビ系列                               | 月曜 0:55 - 1:25 （日曜深夜） または 月曜 0:55 - 1:50 （日曜深夜）                                                     | 同時ネット | |
| 鳥取県・島根県 | 日本海テレビ（NKT）       | 日本テレビ系列                               | 月曜 0:55 - 1:25 （日曜深夜） または 月曜 0:55 - 1:50 （日曜深夜）                                                     | 同時ネット | 1972年9月24日までは鳥取県のみ、 1972年10月1日以降は島根県も加わる。                                                   |
| 広島県         | 広島テレビ（HTV）         | 日本テレビ系列                               | 月曜 0:55 - 1:25 （日曜深夜） または 月曜 0:55 - 1:50 （日曜深夜）                                                     | 同時ネット | |
| 山口県         | 山口放送（KRY）           | 日本テレビ系列                               | 月曜 0:55 - 1:25 （日曜深夜） または 月曜 0:55 - 1:50 （日曜深夜）                                                     | 同時ネット | |
| 徳島県         | 四国放送（JRT）           | 日本テレビ系列                               | 月曜 0:55 - 1:25 （日曜深夜） または 月曜 0:55 - 1:50 （日曜深夜）                                                     | 同時ネット | |
| 香川県・岡山県 | 西日本放送（RNC）         | 日本テレビ系列                               | 月曜 0:55 - 1:25 （日曜深夜） または 月曜 0:55 - 1:50 （日曜深夜）                                                     | 同時ネット | 1983年3月27日までは香川県のみ、 1983年4月3日以降は岡山県も放送対象地域に加わる。 （取材対象はそれ以前から両県が対象） |
| 愛媛県         | 南海放送（RNB）           | 日本テレビ系列                               | 月曜 0:55 - 1:25 （日曜深夜） または 月曜 0:55 - 1:50 （日曜深夜）                                                     | 同時ネット | |
| 高知県         | 高知放送（RKC）           | 日本テレビ系列                               | 月曜 0:55 - 1:25 （日曜深夜） または 月曜 0:55 - 1:50 （日曜深夜）                                                     | 同時ネット | |
| 福岡県         | 福岡放送（FBS）           | 日本テレビ系列                               | 月曜 0:55 - 1:25 （日曜深夜） または 月曜 0:55 - 1:50 （日曜深夜）                                                     | 同時ネット | 佐賀県も取材対象。 1990年10月7日から1991年3月31日まで 長崎県も取材対象。                                              |
| 長崎県         | 長崎国際テレビ（NIB）     | 日本テレビ系列                               | 月曜 0:55 - 1:25 （日曜深夜） または 月曜 0:55 - 1:50 （日曜深夜）                                                     | 同時ネット | 1991年4月8日未明（4月7日深夜）開始。 1990年10月1日未明（9月30日深夜）までテレビ長崎で放送。                           |
| 熊本県         | くまもと県民テレビ（KKT） | 日本テレビ系列                               | 月曜 0:55 - 1:25 （日曜深夜） または 月曜 0:55 - 1:50 （日曜深夜）                                                     | 同時ネット | 1982年4月4日開始。 同局が開局するまでの熊本県の取材（特に水俣病関係のもの）は 主に日本テレビが行っていた。            |
| 大分県         | テレビ大分（TOS）         | 日本テレビ系列 フジテレビ系列                | 月曜 0:55 - 1:25 （日曜深夜） または 月曜 0:55 - 1:50 （日曜深夜）                                                     | 同時ネット | 1970年4月5日開始。 |
| 鹿児島県       | 鹿児島読売テレビ（KYT）   | 日本テレビ系列                               | 月曜 0:55 - 1:25 （日曜深夜） または 月曜 0:55 - 1:50 （日曜深夜）                                                     | 同時ネット | 1994年4月4日未明（4月3日深夜）開始。 1994年3月28日未明（3月27日深夜）まで鹿児島テレビで放送。                         |
| 沖縄県         | 沖縄テレビ（OTV）         | フジテレビ系列                               | 月曜 1:45 - 2:15 （日曜深夜）                                                                                          | 遅れネット | 唯一のNNN非加盟局。 「NNN」の冠を外して放送。                                                                         |
| 宮崎県         | テレビ宮崎（UMK）         | フジテレビ系列 日本テレビ系列 テレビ朝日系列 | 不定期放送 | 不定期放送 | 正式放送開始は2006年4月3日未明（4月2日深夜）から。 （以降、不定期で放送）                                             |
| 日本全域       | 日テレNEWS24              | CSデジタル                                   | 日曜 5:00 - 5:30 または 日曜 5:00 - 6:00 （再放送） 月曜 0:00 - 0:30 （日曜深夜） または 月曜 0:00 - 1:00 （日曜深夜） | 遅れネット | 「BREAKING NEWS」・「地震速報」が 入った場合等は中断または休止されることがある。                                      |
| 日本全域       | BS日テレ                  | BSデジタル                                   | 日曜 8:00 - 8:30 または 日曜 8:00 - 8:55                                                                               | 遅れネット | 制作参加局ではないが、 2010年4月4日より放送開始。                                                                     |

その他のネット局
- 石垣ケーブルテレビ（沖縄テレビの石垣島中継局が開局するまでは制作に参加していたことがある。例えば石垣空港移転問題）
- NHK BSプレミアムで、2015年9月28日に放送された｢ザ・ベストテレビ2015｣では、中京テレビ製作の｢マザーズ～特別養子縁組と真実告知｣（2014年4月20日放送分）が放送された。これは、この回が｢日本放送文化賞｣を受賞した為[17]。

### ネット局等に関する備考
- 北日本放送は、1976年ごろの一時期は火曜23:50からの遅れネットだった[18]。
- 読売テレビは、第1次オイルショックによる電力節減の一環として放送終了時間の繰り上げ措置がとられた期間（1974年1月20日 - 5月5日）は当番組の放送を一時休止していた[19]。
- 鹿児島テレビ（KTS）は、1992年4月の改編に伴い日本テレビの深夜番組枠が廃止されたが、それ以降も当番組のみが残存。鹿児島読売テレビ（KYT）開局直前の1994年3月28日未明（3月27日深夜）まで引き続き放送された。
- 動画配信サービスによる動画配信はHuluで行われ、TVer等による無料見逃し配信は2019年現在実施されていない。また、2022年3月からは『Nドキュポケット』と題して、過去に放送した作品の中からインターネット配信の許可が得られた作品のダイジェスト版を製作し、日テレNEWSのYouTubeチャンネルにて配信公開している[2]。

## 特記事項

### 異時放送
2011年10月は日本テレビ系列フルネット28局にて、「ラグビーワールドカップ2011」中継の関係で3週連続して通常の放送時間での放送が不可能だったため、以下のような措置がとられた。
- 10月10日放送分（30分枠）：10月3日放送分（30分枠）の直後に続けて振替放送。結果、10月3日は60分枠での放送。日テレNEWS24では10月9日にこの60分枠を18:00 - 19:00に放送。
- 10月17日放送分（55分枠）：10月22日10:30 - 11:25[注 6]に振替放送。日テレNEWS24では10月30日にこの55分枠を18:00 - 19:00に放送。
- 10月24日放送分（30分枠）：10月31日の通常の放送時間帯で振替放送を行った後に、10月31日放送分（30分枠）を放送。結果、10月31日は60分枠での放送。日テレNEWS24では11月6日にこの60分枠を18:00 - 19:00に放送。
  - 日テレNEWS24における10月17日・24日の通常の放送時間帯には、何れも15:00から放送の「ニュース30+」を19:00まで延長して放送。
  - BS日テレでは日本テレビ系列フルネット28局で本来放送されるはずの日の放送分を、何れもその6日後の日曜11:00から放送。

### 拡大放送
2020年2月3日（2月2日深夜）放送分は番組50周年を記念して、「あなたは、いま幸せですか?」をテーマにNNN系列29局（テレビ宮崎を除く）が取材した3分 - 5分間のショートドキュメンタリーを30本連続して放送。180分（3時間）の拡大版として、0:55 - 3:55に放送した。
- 日テレNEWS24でも2月15日15:00から放送したが、BS日テレでは編成上の都合で、この週のみ放送休止にした[21]。